# Азербайджан (газета)
«Азербайджан» (азерб. آذربایجان) — государственная газета периода Азербайджанской Демократической Республики. Официальный печатный орган Парламента АДР. 

## История
Основана в 1918 году. Первый номер газеты вышел 15 сентября 1918 года в Гяндже. Одним из первых редакторов газеты был Узеир-бек Гаджибеков.
Выход газеты «Азербайджан» в качестве государственной газеты стал для Азербайджана важным событием. Главный редактор газеты Узеир бек Гаджибеков говорил: «По слухам говорят, что газета „Азербайджан“ является газетой партии „Мусават“. Надо развеять этот слух. Наша газета не является партийной газетой. Основной целью газеты является вернуть независимость нашей Родины».
Первые четыре номера газеты вышли в Гяндже. Последующие номера выходили в Баку. Газета выходила на азербайджанском и русском языках. Тираж первого выпуска составлял 443 экземпляра на азербайджанском и 438 экземпляров на русском языке. 
Газета отражала национальные интересы и политику Азербайджанской Демократической Республики. В газете обсуждались темы под такими рубриками как: «Официальные новости», «Телеграфные новости», «В России», «В Армении», «В Грузии», «В Турции», «Положение Ереванских мусульман», «Театр и музыка» и другие. В газете публиковались статьи об армяно-дашнакских нападениях и совершении геноцида против азербайджанского народа. Также на страницах газеты отражалась проблема независимости Азербайджана.

Газета финансировалась государством и публиковалась в государственной типографии. Все важные вопросы, связанные с публикацией газеты, включая назначение редакторов, согласовывались с министром образования в правительстве Азербайджана, затем премьер-министром Насиб-беком Усуббековым. 

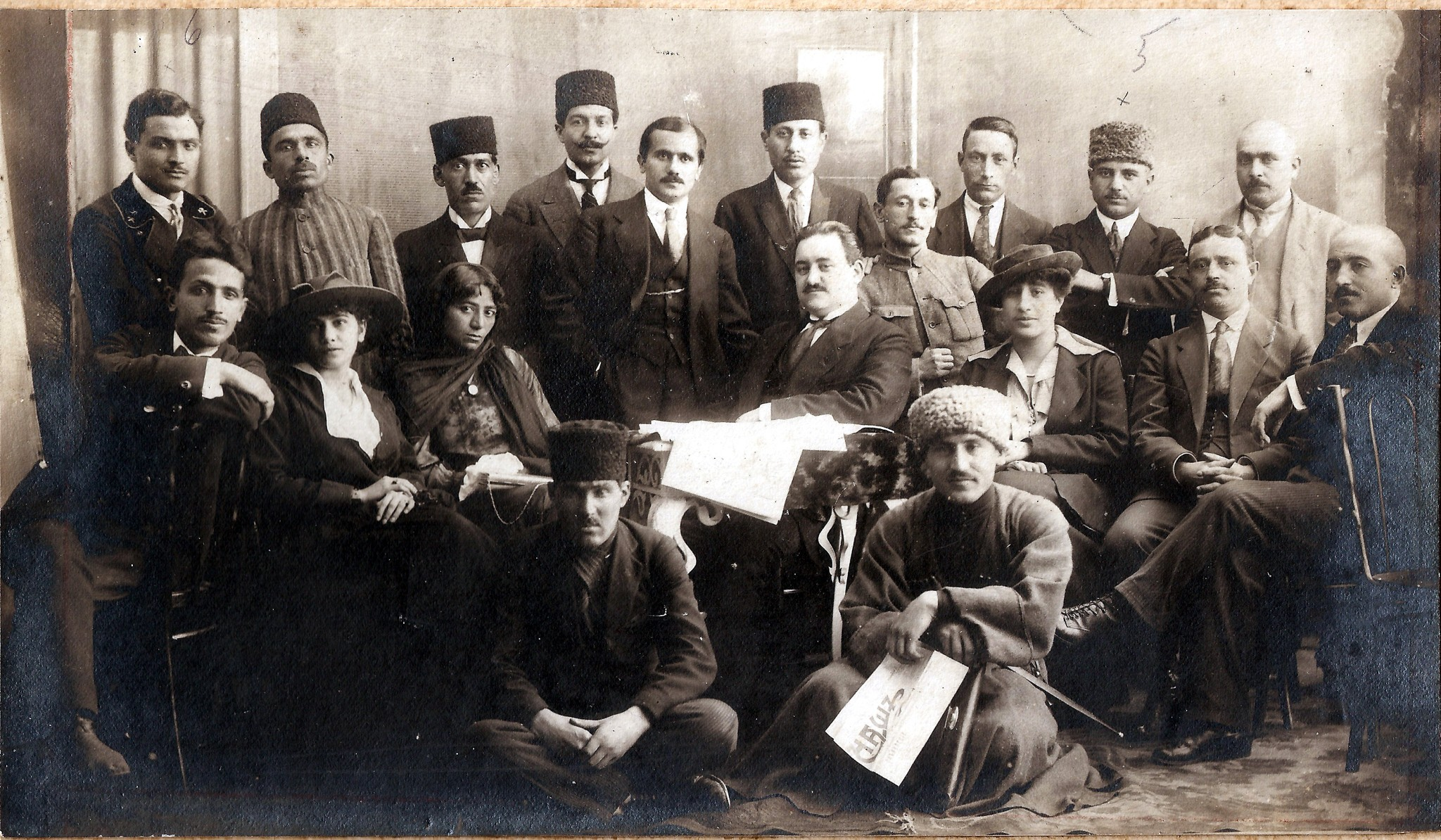
Редакция газеты «Азербайджан», 1919 год. Спереди сидят (слева направо): Пири Мурсалзаде, Рагим ага Векилов. Посередине: Ханафи Зейналлы, Рубабе ханым Тагизаде, Шафига ханым Эфендизаде, Мамед Эмин Расулзаде, Сехра ханым Пашазаде, Узеир-бек Гаджибеков, Мустафа-бек Векилов. Стоящие сзади: Абдул Абдулзаде, Мухаммед Хади Атласов, Хаджиибрагим Гасымов, Мамед-Али Сидги Сафаров, Шафи-бек Рустамбеков, Сейид Хусейн Садиг, Халил Ибрагим, Гадир Гейдаров, Али Юсифзаде, Мухаммед Хади Абдуссалимзаде.

## Редакционная коллегия
- Главным редактором газеты являлся Узеир-бек Гаджибеков. Он сыграл особую роль в жизни газеты, написав для газеты «Азербайджан» более 100 статей о политике, экономике, культуре и просвещении и иные.
- Главным редактором русской версии газеты являлся Шафи-бек Рустамбеков.
- В состав редакции также входили Мамед Эмин Расулзаде, Халил Ибрагим, Фархад Агазаде, Ибрагим Гасымов, Мухамед-ага Шахтахтинский, Адиль хан Зиятханов, Алиаббас Музниб, Шафига Эфендизаде и другие[2].